# Pinanga ligulata
Pinanga ligulata är en enhjärtbladig växtart som beskrevs av Odoardo Beccari. Pinanga ligulata ingår i släktet Pinanga och familjen Arecaceae. Inga underarter finns listade i Catalogue of Life.